# Tóth László (festő, 1957)
Ifj. Tóth László (művészneve: Tóthlaca; Szeghalom, 1957. november 17. –) magyar festőművész, grafikus

## Családja
Nagyapja Garabuczy Károly, szülei Garabuczy Ágnes és Tóth László (1926-2008) festőművészek.

## Életpályája
Tanulmányait a budapesti Képző- és Iparművészeti Szakközépiskolában kezdte, Gács Gábor növendékeként. A Magyar Iparművészeti Főiskola tipo-grafikai szakán – Ernyei Sándor tanítványaként – 1981-ben diplomázott. Azóta, mint festő- és grafikusművész dolgozik. 
Rendszeresen szerepel a Fiatal Iparművészek Stúdiójának kiállításain.
A hagyományos eszközökön kívül videót vagy performanszokat is felhasznál szürreális, sokszor abszurd vagy groteszk alkotásaiban. Plakátokat is készít, melyekkel számos díjat is nyert.
Munkái külföldi (Ausztria, USA) gyűjteményekbe is bekerültek.
Tanulmányi úton járt Csehszlovákiában, a Szovjetunióban, Franciaországban, Ausztriában, Németországban, Hollandiában és Olaszországban.
Jelenleg a SINOSZ – Corodini Bűvészklub (Budapest), javára kamatoztatja energiáit.

## Kiállítások (válogatás)
- 1983 az EGYT gyógyszergyárban, csoportos kiállítás
- 1984 Ernst Múzeum, csoportos kiállítás
- 1984 Műcsarnok, Országos Képzőművészeti Kiállítás, csoportos kiállítás
- 1986 Önálló bemutató a Csontváry Teremben
- 1987 Vigadó Galéria, csoportos kiállítás
- 1989 Duna Galéria, Budapest
- 1990 Oskar Gallery Washington, USA
- 1994 Balatonakali Kertgaléria, Balatonakali
- 1997 Corvin Bank, Budapest
- 1998 Dési Huber Terem, Veszprém
- 2000 Hyatt Regency Hotel Galéria, Budapest
- 2002 Derkovits Galéria, Budapest

## Műveiből
- Mozart fantázia, 30x40 cm
- Cím nélkül

## Díjai
- 1975 Országos Közlekedésbiztonsági Tanács Nemzetközi Plakátverseny 1. díja
- 1980 Kossuth Kiadó Politikai plakátpályázat 2. díja
- 1980 Poszterpályázat. 4 (négy poszter megvásárlása és kivitelezése)
- 1984 "Az év legjobb plakátja" kiállítás Nívódíja (Nemzeti Galéria)
- 1985 Nemzetközi különdíj Moszkvában
- 1985 ENSZ Békeplakát-pályázaton a művészeti alap fődíja
- 1987 a Béke Tanács díja a Stúdió kiállításán
- 1987 Szolnoki Nemzetközi bűvészverseny, Arany Mágus-díj